# أنجيلو سكوري
أنجيلو سكوري (مواليد 24 ديسمبر 1959) هو مبارز بالسيف إيطالي، مثّل بلاده في الألعاب الأولمبية الصيفية 1984.

## روابط خارجية
أنجيلو سكوري على موقع اللجنة الأولمبية الدولية (الإنجليزية)
- أنجيلو سكوري على موقع أوليمبيديا (الإنجليزية)
- أنجيلو سكوري على موقع اللجنة الأولمبية الإيطالية (الإيطالية)